# Ingerslevs Boulevard
Ingerslevs Boulevard er en gade i Aarhus i Danmark. Den er omkring 500 m lang og løber fra Harald Jensens Plads til Skt. Anna Gade. Den ligger i bydelen Frederiksbjerg, hvor den fungerer som hovedgade, men dele af den fungerer også som rekreativt område med grønne områder.
Ingerslevs Boulevard blev udviklet i begyndelsen af 1900-tallet som en vigtig del af Frederiksbjerg.
På gaden ligger Sankt Lukas Kirke og de to skoler N. J. Fjordsgades Skole og Frederiksbjerg Skole. Det meste af gaden er beboelessområde, men på selve gaden afholdes fødevaremarked to gange om ugen. 

## Galleri
- Den vestlige ende
- Sankt Lukas Kirke
- Grønt område
- Markedsdag
- Parkeringsplads
- N.J. Fjordsgades Skole